# Doxorubicine
Doxorubicine (Adriblastina®, Caelyx®, Doxorubin®) is een cytostatisch (celremmend) antibioticum geproduceerd door de Streptomyces peuceticus var. caesius en behoort tot de antracyclinederivaten.
De stof is opgenomen in de lijst van essentiële geneesmiddelen van de WHO.

## Indicaties
Het middel wordt gebruikt bij de chemotherapie van diverse soorten kanker, al dan niet gecombineerd met andere cytostatica. Doxorubicine is geregistreerd voor:
- Acute leukemie
- Non-hodgkinlymfoom (intermediaire of hoog maligniteit) (CHOP-kuur)
- Ziekte van Hodgkin (ABVD-kuur)
- Mammacarcinoom (gemetastaseerd) (FAC- of CAF-kuur en CDE-kuur)
- Ovariumcarcinoom (gevorderd)
- Schildkliercarcinoom (anaplastisch)
- Blaascarcinoom (gemetastaseerd) (MVAC-kuur)
- Wekedelensarcoom
- Osteosarcoom
- Neuroblastoom
- Wilmstumor

## Dosering
De dosering van doxorubicine is afhankelijk van de indicatie voor het gebruik van het middel en de kuur waarin het gebruikt wordt. De dosering zal over het algemeen liggen tussen 25 – 75 mg/m² lichaamsoppervlak (=BSA). In totaal over alle kuren mag een patiënt 550 mg/m² doxorubicine toegediend krijgen. De dosering zal worden verlaagd, wanneer de patiënt leverfunctiestoornissen heeft (verlagen op geleide van de serumbilirubineconcentratie), bij een verminderde hartfunctie (vooral bij een verlaagd linkerventrikelejectiefractie) of beenmergdepressie.

## Bijwerkingen
De bijwerkingen van het middel kunnen onder andere zijn:
- Alopecia
- Beenmergdepressie (vooral leukopenie en granulocytopenie)
- ECG-veranderingen
- Aritmieën (tachycardie)
- Hartfalen
- Maagdarmstoornissen
- Mucositis
- Pericarditis
- Myocarditis
- Hand-footsyndroom

Enkel gespecialiseerde artsen met ervaring in het gebruik van doxorubicine mogen het middel voorschrijven. De toediening van het middel mag enkel onder toezicht van een deskundige gebeuren, wat neerkomt dat het middel enkel in ziekenhuizen op afdelingen met oncologische verpleegkundigen geschiedt.
Doxorubicine wordt door het Internationaal Agentschap voor Kankeronderzoek geclassificeerd als waarschijnlijk carcinogeen voor mensen (groep 2A).